# Universal Studios, Inc.
Universal Studios, Inc., geschäftlich tätig als Universal Studios (früher als MCA Inc. oder kurz Universal) ist ein US-amerikanischer Unterhaltungskonzern des US-amerikanischen Medienkonzerns NBCUniversal, das zum weltweit größten Medienunternehmen Comcast gehört. Universal Studios ist die Dachgesellschaft von Universal Pictures sowie anderer Unterhaltungsgüter und betreibt eine eigene Musikabteilung Back Lot Music.
Die Produktionsstudios befinden sich in Universal City im Los Angeles County, zwischen Los Angeles und Burbank. Um die Studios herum wurde ein Vergnügungspark gleichen Namens angelegt, der die schon seit den 1960er-Jahren angebotenen Studio-Rundfahrten ergänzt und zu einer Touristenattraktion geworden ist. Weitere Produktionsstudios befinden sich in Orlando im US-Bundesstaat Florida. Die Vertriebs- und Administrationsbüros sind in New York City angesiedelt.

## Geschichte

Logo von MCA

### Gründung
Universal Studios wurde 1924 ursprünglich als Music Corporation of America von Jules C. Stein und William R. Goodheart Jr gegründet und verwaltete ursprünglich Buchungen von Musikern und Bands. Mit dem Aufkommen des Tonfilms begann MCA auch Schauspieler zu vertreten.

### Ab 1948
Die juristische Zerschlagung des alten Hollywood-Studiosystems im Jahre 1948 löste den Vertragszwang für Schauspieler, die nun von Film zu Film entscheiden konnten für welches Studio sie arbeiten wollten – die MCA gewann dadurch an Einfluss, da sie nun unzählige Schauspieler gegenüber den Studios vertrat. Die einsetzende Krise der Filmstudios, ausgelöst durch die zerschlagenen alten Strukturen und das neue Medium Fernsehen, nutzte die MCA um 1958 das 1,5 km² große Studiogelände Universal City von der finanziell angeschlagenen Universal Pictures für 11 Millionen US-Dollar zu kaufen. Obwohl die MCA nur das Gelände, nicht aber das Filmstudio besaß, übte sie großen Einfluss auf Universal aus, indem sie das Studiogelände modernisierte und Universal im Gegenzug MCA-Klienten unter Vertrag nahm.
1952 erlaubte der damalige Präsident der Screen Actors Guild und Schauspieler, Ronald Reagan, der MCA, obwohl Künstleragentur, auch als Produzent von Unterhaltung tätig sein zu dürfen, beispielsweise von TV-Shows. Beide Funktionen waren bis dahin strikt getrennt, da die Interessen der Schauspieler und Produzenten teilweise gegenläufig sind. Durch diesen Vertrag konnte MCA überaus erfolgreich agieren. MCA, bei dem auch Reagan unter Vertrag war, revanchierte sich, indem es ihn beispielsweise durch die Vermittlung von Engagements und Werbeauftritten immer wieder aus finanziellen Engpässen heraus half. 1962 kam es zu einem Gerichtsprozess und MCA musste die Trennung wiederherstellen und verkaufte die Künstleragentur. Nach Beginn der Präsidentschaft von Ronald Reagan wurden laufende Verfahren gegen MCA eingestellt.

### Ab 1962
1962 stieg MCA mit der Übernahme der amerikanischen Plattenfirma Decca Records Inc., einem ehemaligen Zweig der britischen Decca Records, ins Plattengeschäft ein. Mit diesem Kauf erwarb man zugleich das Filmstudio Universal Pictures Company, Inc., welches seit 1953 aufgrund 80 % Anteil Decca Records Inc. gehörte. Der Name des Studios wurde mit der Übernahme in Universal Pictures geändert, die Mutterfirma, die Studio, Produktion und Vertrieb kontrollierte, wurde in MCA/Universal Pictures Inc. umbenannt.
Da Decca Records USA nur die Namensrechte an Decca in den USA besaß, veröffentlichte man außerhalb der USA unter den Labeln Brunswick Records und Coral Records. Die MCA formierte deswegen 1968 das Label MCA Records, in welchem die Label Brunswick und Coral zusammengefügt wurden. 1973 wurde schließlich in den USA der Name Decca durch die MCA zugunsten von MCA Records aufgegeben. 1975 wurde auch der Buchverlag G. P. Putnam's Sons an die Firma angeschlossen.

### 1979 bis heute als Universal Studios, Inc.
Ab 1979 erweiterte MCA seine Musiksparte durch die Zukäufe von ABC Dunhill Records, Chess Records (1985) und der legendären Motown Record Company (1988). 1990 folgten GRP Records und Geffen Records. 1990 wurde die gesamte MCA-Holding für 6,1 Milliarden US-Dollar von dem japanischen Elektronikkonzern Matsushita aufgekauft – ähnlich wie es Konkurrent Sony mit anderen US-Medienunternehmen gemacht hatte.
Als der kanadische Mischkonzern Seagram 1995 von Matsushita für 5,7 Milliarden US-Dollar 80 % von MCA erwarb, änderten die neuen Eigentümer den Namen umgehend: aus MCA Inc. wurde Universal Studios Inc. und wurde die Dachgesellschaft von Universal Pictures. Das Unternehmen ist seither als Unterhaltungsunternehmen tätig und verwaltet verschiedene Bereiche. Das Musikgeschäft von MCA wurde von MCA Music Entertainment Group in Universal Music Group umbenannt. Motown wurde 1993 an Polygram veräußert. Im Frühling 2003 wurde das Label MCA Records mit Geffen Records zusammengelegt.
Hoch verschuldet, verkaufte Vivendi Universal im Jahr 2004, 80 % der Vivendi Universal Entertainment (inkl. der Studios und Themenparks) an General Electric, die Muttergesellschaft von NBC. Der daraus entstandene Medien-Superkonzern wurde in NBC Universal umbenannt, während der Name Universal Studios Inc. von der Produktionstochter weitergeführt wurde. Obwohl einige Zweifel daran geäußert wurden, ob die gewinnorientierte General Electric Company und das qualitätsbewusste Unternehmen aus Hollywood nebeneinander bestehen könnten, wird seit 2007 bewiesen, dass diese Kombination funktioniert. Das umstrukturierte „Universal“-Filmkonglomerat erlebte mehrere finanziell erfolgreiche Jahre. Nach Abschluss des Geschäfts besaß GE 80 % von NBC Universal, Vivendi hielt die verbleibenden 20 % mit der Option, seinen Anteil 2006 zu verkaufen. GE erwarb Vivendis Anteil an NBCU 2010 und verkaufte im Gegenzug 51 % des Unternehmens an den Kabelnetzbetreiber Comcast. Comcast legte die früheren GE-Tochteranteile und seine eigenen Anteile am Kabelfernsehen zusammen, woraus die aktuelle NBCUniversal hervorging. Im Anschluss an die FCC-Zulassung wurde der Comcast-GE-Deal am 29. Januar 2011 abgeschlossen.
GE verkaufte 2011 51 % des Unternehmens an den Kabelanbieter Comcast. Comcast fusionierte die ehemalige GE-Tochtergesellschaft mit seinen eigenen Kabelfernseh-Programmen und schuf damit das heutige NBCUniversal. Nach der Genehmigung durch die Federal Communications Commission (FCC) wurde der Comcast-GE-Deal am 29. Januar 2011 abgeschlossen. Im März 2013 kaufte Comcast die verbleibenden 49 % von NBCUniversal für 16,7 Milliarden Dollar.